# ゲルダ (小惑星)
ゲルダ (122 Gerda) は、小惑星帯に位置する小惑星の一つでS型小惑星に分類される。1872年7月31日にアメリカ合衆国の天文学者、クリスチャン・H・F・ピーターズにより発見され、北欧神話に登場する神フレイの妻であるゲルズ (Gerðr) にちなんで命名された。